# Годой, Фернандо Габриэль
Ферна́ндо Габриэ́ль Годо́й (исп. Fernando Gabriel Godoy; 1 мая 1990, Буэнос-Айрес) — аргентинский футболист, полузащитник клуба «Уракан».

## Биография
Фернандо Габриэль Годой является воспитанником футбольной школы «Индепендьенте». Дебютировал за основной состав «красных» в 2008 года. В первом своём сезоне провёл в Примере 7 матчей, так же, как и в следующем сезоне 2009/10. В 2010 году стал более регулярно подпускаться к играм за основу, тем более что в клубе взяли стратегию на омоложение состава. В сезоне 2010/11 Годой провёл уже 15 игр в чемпионате Аргентины.
В 2010 году Годой провёл девять матчей в розыгрыше Южноамериканского кубка и внёс свой вклад в общую победу команды в турнире. Годой провёл первый тайм первого финального матча в Гоянии против местного «Гояса», в котором хозяева забили два гола. На 46-й минуте игры Годой был заменён, вместо него вышел Патрисио Родригес, а счёт в матче так и остался 2:0. В ответном матче Годой остался в резерве, но на поле так и не появился. «Индепендьенте» выиграл матч со счётом 3:1, а затем был сильнее и в серии пенальти.
В 2011 году Фернандо Годой сыграл в семи из восьми матчей «Индепендьенте» в Кубке Либертадорес, но команда не смогла преодолеть групповую стадию.
С 2013 года выступает в чемпионате Греции, где первой его командой стал «Панетоликос». В 2015 году перешёл в столичный «Атромитос». С 2016 года выступает на родине за «Годой-Крус».

## Титулы
- Обладатель Южноамериканского кубка (1): 2010
- Бронзовый призёр чемпионата Южной Америки для футболистов не старше 17 лет